# Puccinia lycii
Puccinia lycii är en svampart som beskrevs av Kalchbr. 1882. Puccinia lycii ingår i släktet Puccinia och familjen Pucciniaceae.   Inga underarter finns listade i Catalogue of Life.